# Welf VI
Welf VI, född 1115, död 1191, var en italiensk monark. Han var regerande markgreve i Toscana mellan 1152 och 1162 och 1167-1173. 